# Ларри Краун
«Ла́рри Кра́ун» (англ. Larry Crowne) — американская романтическая комедия 2011 года; режиссёр Том Хэнкс, автор сценария — Ниа Вардалос.
Премьера в США состоялась 1 июля 2011 года, в России — 21 июля.

## Сюжет
После 20 лет службы на флоте Ларри Краун работал менеджером в крупной сети продуктовых магазинов. Однако началась реструктуризация и его уволили, так как в компании решили, что из-за отсутствия высшего образования у него нет шансов продвижения по службе. Ларри давно развёлся и живёт один, он не может найти работу и едва не теряет свой дом, взятый в ипотеку. 
Сосед Ламар советует ему поступить в местный колледж и получить образование, чтобы иметь в будущем больше перспектив. В колледже Ларри заводит друзей среди младших одногруппников, покупает скутер, серьёзно изучает экономику, начинает работать в закусочной и влюбляется в разочаровавшуюся в работе и браке учительницу Мерседес.

## В ролях
| Актёр                 | Роль               |
| --------------------- | ------------------ |
| Том Хэнкс             | Ларри Краун        |
| Джулия Робертс        | Мерседес Тено      |
| Седрик «Развлекатель» | Ламар              |
| Тараджи Хенсон        | Б’Элла             |
| Гугу Мбата-Роу        | Талия              |
| Уилмер Вальдеррама    | Делл Гордо         |
| Брайан Крэнстон       | Дин Тено           |
| Пэм Гриер             | Франсис            |
| Мария Кэнелс-Баррера  | Лала Пинедо        |
| Рита Уилсон           | Уилма Гаммельгаард |
| Джордж Такеи          | доктор Мацутани    |
| Ниа Вардалос          | Map Genie          |
| Рами Малек            | Стив Дибиаси       |

## Отзывы
Фильм был неоднозначно принят кинокритиками. На сайте Rotten Tomatoes положительными оказались 62 рецензии из 177. На Metacritic средний рейтинг фильма составляет 41 балл из 100 на основе 41 обзора.

## Интересные факты
Одна супружеская пара, столкнувшись с Томом Хэнксом на одной из автозаправок после выхода «Ларри Крауна», заявили режиссёру, что им не понравился его фильм. Хэнкс, извинившись за то, что разочаровал их, дал супругам 25 долларов за оплаченные билеты. Он пообещал, что «приложит все силы, чтобы следующий фильм стал лучше».